# Уоллер, Мики
Мики Уоллер (англ. Micky Waller; 6 сентября 1941, Лондон — 29 апреля 2008, Лондон) — британский музыкант (ударник). Наиболее известен сотрудничеством со многими известными музыкантами британской рок и блюзовой сцены 1960-х — 70-х годов, включая такие громкие имена, как Джефф Бек, Род Стюарт, Ронни Вуд.

## ‍ Биография
После того, как Уоллер стал профессиональным музыкантом, он был участником, хотя иногда кратковременно, некоторых ведущих групп 1960-х годов, а также сотрудничал в качестве сессионного музыканта со множеством известных музыкантов из Великобритании и США
Уоллер имел короткое сотрудничество с группой John Mayall & the Bluesbreakers в 1967 году, участвовал в записи дебютного сольного альбома британского гитариста Джеффа Бека (1968), а также в записи нескольких первых альбомов Рода Стюарта (1969 — 1974).